# Union (Nueva York)
Union es un pueblo ubicado en el condado de Broome en el estado estadounidense de Nueva York. En el año 2000 tenía una población de 56.298 habitantes y una densidad poblacional de 618.0 personas por km².

## Geografía
Union se encuentra ubicado en las coordenadas 42°6′53″N 76°1′18″O / 42.11472, -76.02167.

## Demografía
Según la Oficina del Censo en 2000 los ingresos medios por hogar en la localidad eran de $34,101, y los ingresos medios por familia eran $46,170. Los hombres tenían unos ingresos medios de $35,891 frente a los $24,120 para las mujeres. La renta per cápita para la localidad era de $20,077. Alrededor del 11.3% de la población estaban por debajo del umbral de pobreza.